# Armenische Birkenmaus
Die Armenische Birkenmaus (Sicista armenica) ist ein in Armenien verbreitetes Nagetier in der Familie der Birkenmäuse. Die Art unterscheidet sich in ihrem Karyotyp und in der abweichenden Form der männlichen Spermien von anderen Familienmitgliedern.

## Merkmale
Für wenige Exemplare wurde eine durchschnittliche Kopf-Rumpf-Länge von 66 mm, eine Schwanzlänge von 98 bis 102 mm sowie ein Gewicht um 6,5 g ermittelt. Es sind 16,5 bis 18 mm lange Hinterfüße und 9,6 bis 10,3 mm lange Ohren vorhanden. Auf dem rotgrauen bis rotbraunen Rücken fehlt ein dunkler Aalstrich und die Unterseite trägt hellgraues Fell. Die Haare der Oberseite besitzen schwarze Spitzen, die nicht an den Körperseiten und Wangen vorkommen. Die Art hat im Verhältnis zum Rumpf lange Füße und einen Schwanz, der oberseits dunkel und unterseits hell ist. Wie bei anderen Birkenmäusen im Kaukasus trägt die Eichel des Penis kleine Stacheln aus Keratin. Der diploide Chromosomensatz enthält 36 Chromosomen (2n=36).

## Verbreitung und Lebensweise
Eine kleine bestätigte Population lebt nur nordwestlich des Sewansees in Armenien. Möglicherweise gibt es eine weitere Population südwestlich des ursprünglichen Fundplatzes. Die Armenische Birkenmaus hält sich zwischen 2000 und 2200 Meter Höhe auf. Sie bewohnt Bergwiesen mit hohem Gras an der Waldgrenze.
Die Art ist sehr selten. Bei einer Studie mit trichterförmigen Fallen wurden nur 0,6 Exemplare pro 100 Trichter gefangen. Als Nahrung dienen Pflanzensamen, Früchte und Insekten. In Gefangenschaft konnte diese Birkenmaus erfolgreich mit Grashüpfern, Cornflakes, Rosinen, getrockneten Aprikosen und Walnüssen gefüttert werden. Fortpflanzungsbereite Männchen sind aus dem Juli bekannt.

## Gefährdung
Der Bestand ist hauptsächlich durch Überweidung und durch Umwandlung von Grasflächen in Ackerland bedroht. Kleine Bereiche des Verbreitungsgebiets sind Schutzzonen. Die IUCN listet die Art als vom Aussterben bedroht (critically endangered).